# Радулешти (Хунедоара)
Радулешти (рум. Rădulești) насеље је у Румунији у округу Хунедоара у општини Добра. Oпштина се налази на надморској висини од 256 m.

## Становништво
Према подацима из 2002. године у насељу је живело 128 становника, од којих су сви румунске националности.